# 왕상즈
왕상즈(중국어: 王尚智, 병음: Wáng Shàngzhì, 한자음: 왕상지, 1968년 2월 29일~ )는 대만 화련현 푸리향에서 태어나 현재 타이베이시에 거주하는 미디어 작업자, 발표자, 작가 및 평론가이다.

## 학력
- 국립 화롄 고등학교
- 국립 정치 대학 언론학 학사
- 피츠버그 대학교 국제경영학 석사
- 베이징 중앙미술학원 종교미술사 박사